# Barry Flanagan
Barry Flanagan (11. ledna 1941 – 31. srpna 2009) byl velšský sochař.

## Život
Narodil se ve městě Prestatyn na severu Walesu. Byl jedním ze čtyř dětí svého otce, který pracoval pro filmová studia Warner Bros. Barry Flanagan studoval nejprve architekturu na Birmingham School of Art. Podle vlastních slov se plnohodnotným sochařem stal ve svých sedmnácti letech. Následovalo tedy studium sochařství na londýnské Saint Martin's School of Art. Nejprve tvořil minimalistická díla z široce dostupných materiálů. Jedním z jeho minimalistických výtvorů byla také kupa písku, hromady složené pytloviny či desítky krátkých kusů silného lana rozloženého na podlaze.
Proslavil se však později sochami z bronzu, přičemž jeho objekty byla převážně zvířata (pumy, sloni, koně). Nejčastějším námětem byl zajíc zapojený do lidských aktivit, například hru na hudební nástroj, sport či tanec. V roce 1993 se dozvěděl o stížnosti, že jeho sochy postrádají náznaky sexuality. Flanagan v reakci na komentář vyrobil zajíce s erekcí (socha dostala název Humility). Jeho díla byla vystavována v mnoha zemích světa, vedle rodného Spojeného království například také ve Spojených státech amerických a Švýcarsku. V roce 1982 zastupoval Spojené království na Biennale di Venezia. Mimo aktivní sochařství se věnoval také pedagogické činnosti. V roce 1991 byl oceněn Řádem britského impéria. Zemřel na Ibize na onemocnění motorického neuronu ve věku 68 let.